# Positive Union

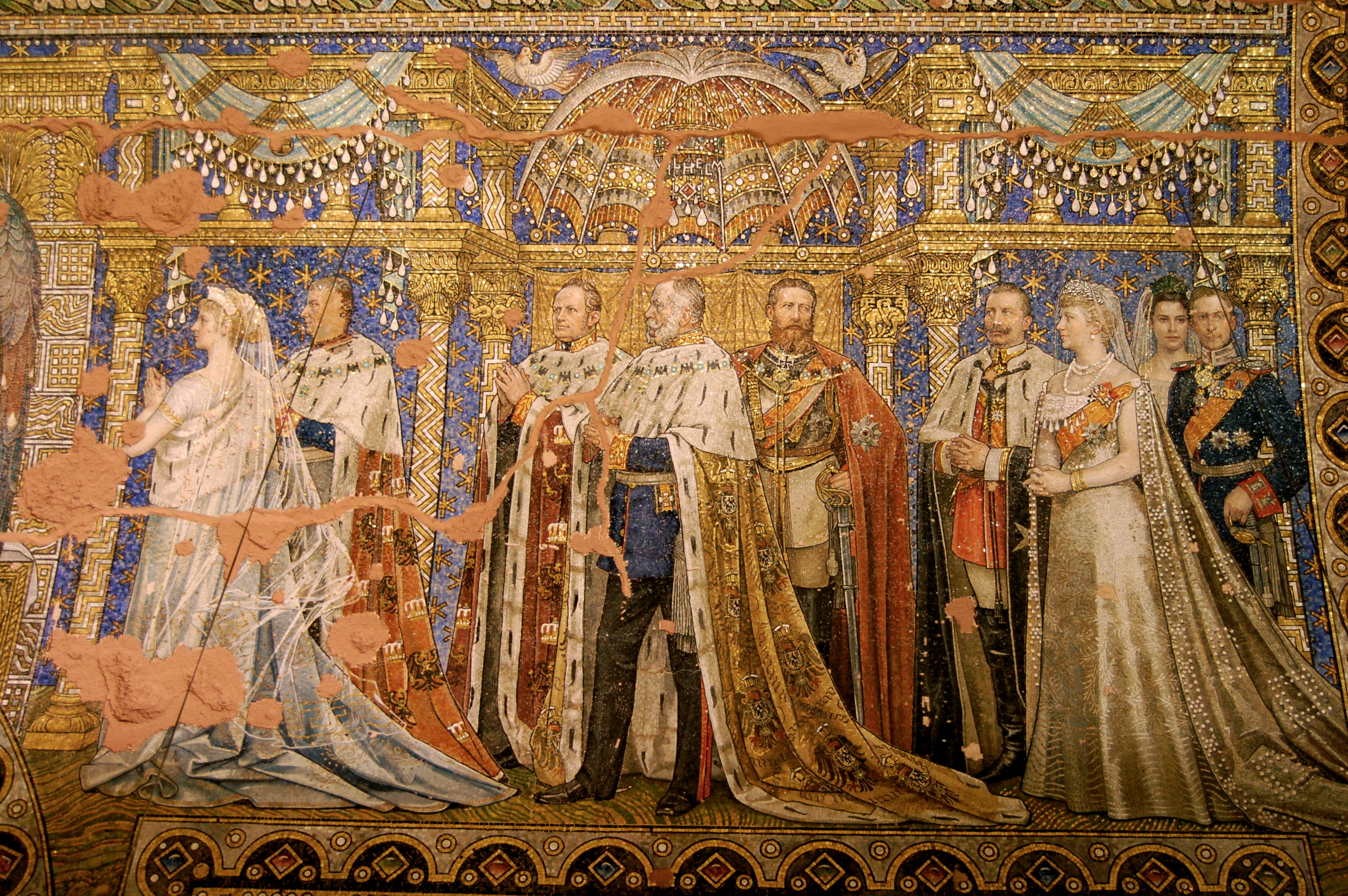
Die jüngeren Angehörigen des Hauses Hohenzollern schreiten zum Abendmahl, angeführt von Königin Louise: Glasmosaik in der Kaiser-Wilhelm-Gedächtniskirche

Die Positive Union (eigentlich: Freunde der positiven Union) war eine Kirchenpartei innerhalb der evangelischen Landeskirche in Preußen.
Nach der Einführung der Presbyterial-Synodalordnung in Preußen hatte sich im Raum der evangelischen Landeskirche wie im politischen Parlamentarismus ein rechter und ein linker Flügel gebildet, dazwischen eine Mittelpartei (die Evangelische Vereinigung). Auf dem rechten Flügel standen die Konfessionellen, die die Union zwischen Lutheranern und Reformierten bekämpften, auf dem linken die Liberalen (Deutscher Protestantenverein). Erfolgreich war dann aber keine dieser drei Richtungen, sondern eine vierte – die Positive Union.

Oberhofprediger Rudolf Kögel

Der Oberhofprediger Rudolf Kögel gründete 1876 mit dem Magdeburger Generalsuperintendenten Karl Leopold Schultze die Positive Union (daher auch bezeichnet als „Hofpredigerpartei“), in Zusammenhang mit der neuen Generalsynodalordnung. Gegenüber den Liberalen war die Positive Union strikt orthodox („positiv“), gegenüber den Konfessionellen bejahte sie aber die Union in Preußen. Mit diesem Profil erzielte sie bei den Kirchenwahlen große Erfolge und behielt bis 1914 kontinuierlich die Mehrheit in der Generalsynode, wenn sie auch 1891 ihren dominierenden Einfluss auf den Evangelischen Oberkirchenrat verlor; die Liberalen hatten das Nachsehen und wurden aus dem kirchlichen Leben weitgehend verdrängt.

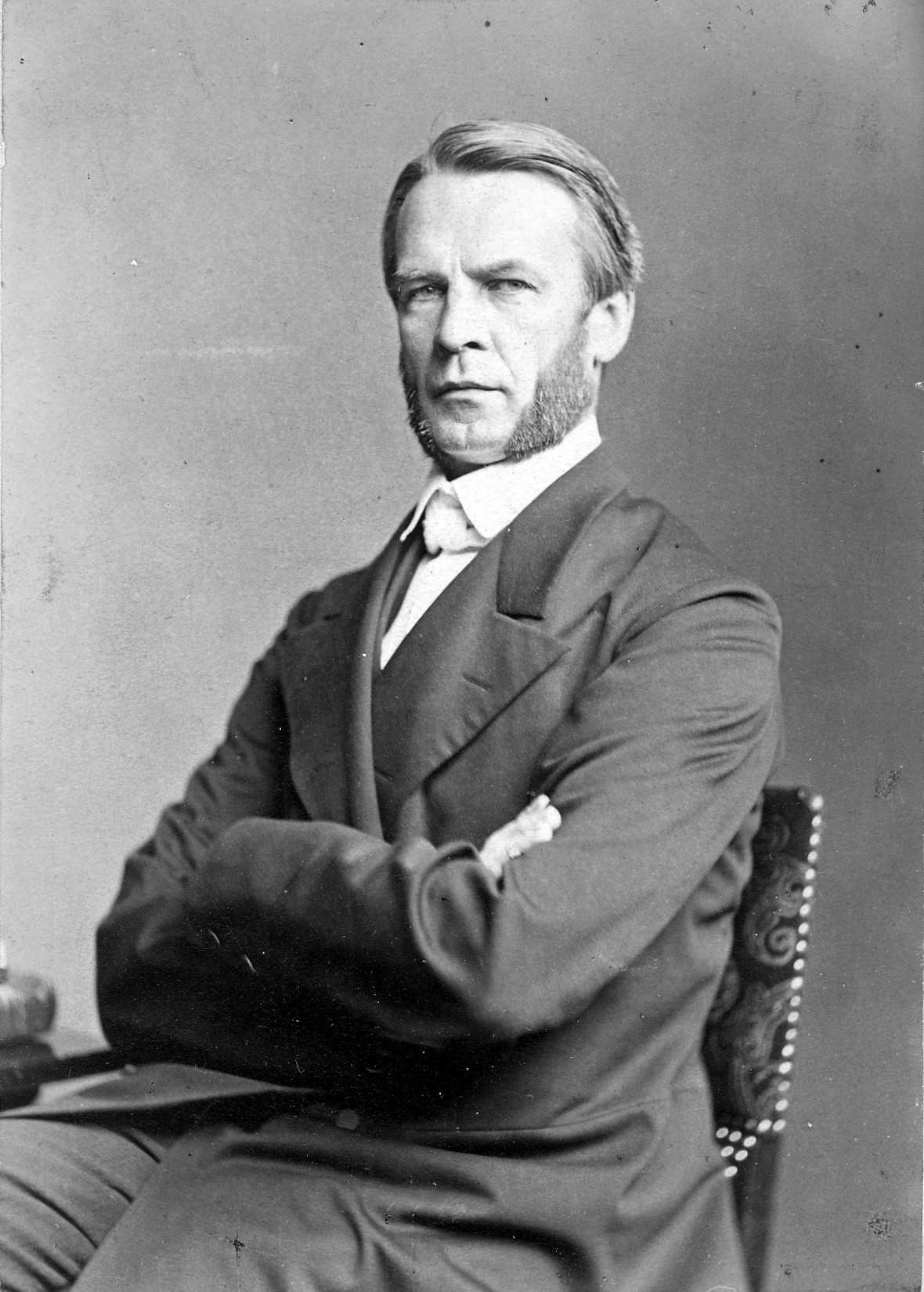
Adolf Stoecker

Das Jahr 1891 markiert eine Krise in der Positiven Union. Adolf Stoecker wurde bei der Wahl zum Generalsynodalvorstand nicht berücksichtigt. Darauf spaltete sich die Fraktion. Bei der landeskirchlichen Versammlung der Positiven Union 1893 fanden die beiden Flügel wieder zusammen. Programmatisch setzte sich Stoeckers Gruppe durch.
Auffällig war die Nähe der Positiven Union zur kaiserlichen Familie. Sie propagierte in den letzten Jahrzehnten des Kaiserreichs „eine fast religiöse Verehrung des preußischen Herrscherhauses“ (Johannes Wallmann). Wilhelm I. bekannte sich mehrfach zur positiven Union.
Das Organ der Positiven Union war die Neue evangelische Kirchenzeitung (NEKZ).